# 이현기 (1925년)
이현기(Hyun-kee Lee, 한국 한자: 李賢基, 1925년 11월 6일 ~  )는 시애틀한인회를 창립한 재미교포이다.

## 생애
1925년 2월 11일 황해도 신계군 미수면 사암리에서 부 이학봉(李學奉), 모 이천길(李天吉)의 3남3여 중 장남으로 태어났다. 어려서 서당을 다니다 일제강점기 서당이 패쇄되어 간이학교2년, 보통학교4년을 졸업했다. 16세 때 부인 이화녀(李花女)와 중매결혼한 후 서울로 내려왔다.
한영중학원 야간을 다니면서 영어를 배운 덕에 서울 동대문구 미군부대 청소부로 취직했다. 이후 장교클럽 바텐더, 장교 하우스보이로 근무하며 경성영창학교를 졸업했다. 졸업 후 미 대사관 통신과에 근무하다 국비유학생 시험을 거쳐 1955년 11월 6일 부인과 아들 둘을 남겨두고 미국 유학길에 올랐다. 워싱턴 주립대, 시애틀 대학에서 엔지니어링을 전공, 졸업 후 킹카운티, 시애틀 시청에서 근무했다.
1967년 시애틀 한인회를 창립한 뒤 초반 4대와 5대 회장직을 지냈다. 민주평통 자문위 시애틀 지회장(1983), 서북미 협의회장(1996)을 역임하며 서북미 지역 한인회 발전에 기여했다. 1989년 10월 시애틀 시와 대전직할시가 자매결연을 맺는데 주도적 역할을 하였고, 1996년에는 대전광역시와의 협조로 시애틀 비컨힐에 팔각정을 건립하기도 하였다. 2014년 대전광역시 명예시민으로 선정되었으며 2019년 8월엔 미국 주류사회 및 한국사회에 기여한 공로로 대한민국 정부로부터 국민훈장 동백장을 받았다.

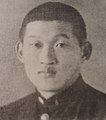
영창학교 6년 시절의 이현기: 교명이 성동고등학교로 변경 제1회 졸업생이 되었다.

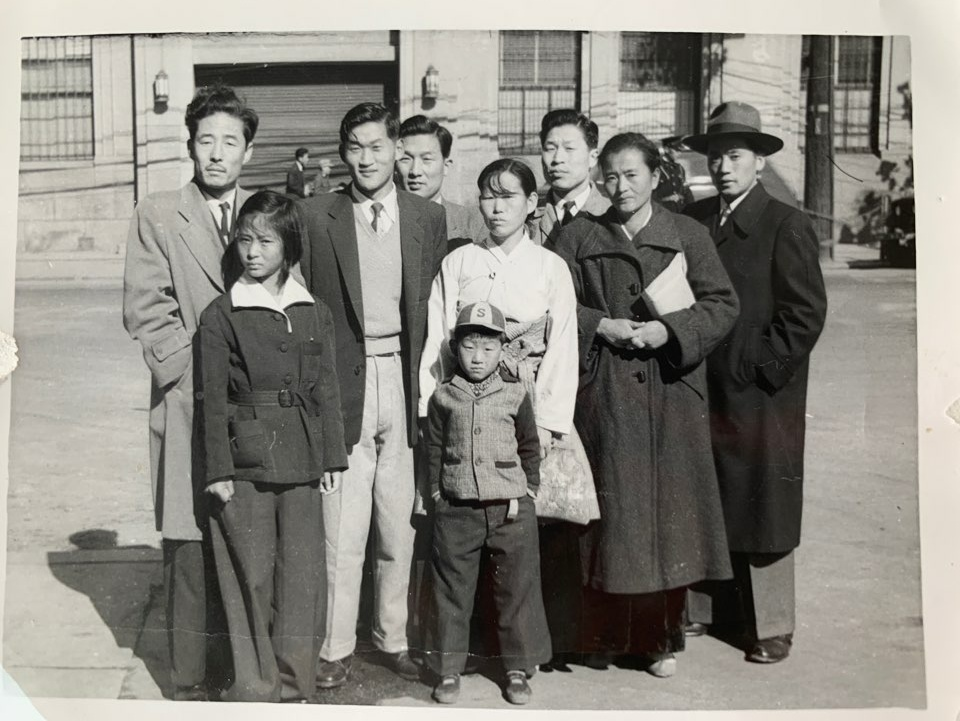
1955년 11월 미국 유학을 떠나기 전 가족, 동료들과 함께 (부인과 두 아들은 9년 뒤인 1964년 11월 11일 미국 입국)